# Rousserolle de Saipan
Acrocephalus hiwae
Espèce
Statut de conservation UICN

 EN A3bce+4bce : En danger
La Rousserolle de Saipan (Acrocephalus hiwae) est une espèce d'oiseaux de la famille des Acrocéphalidés, endémique des Mariannes du Nord.

## Répartition
Cette espèce est présente uniquement sur les îles de Saipan et Alamagan dans les Mariannes du Nord aux États-Unis.